# Джангиров, Раззак
Раззак Джангиров (1926 год, Нарпайский район, Заравшанский округ, Узбекская ССР — 1981 год) — старший чабан госплемзавода «Карнаб» Нарпайского района, Самаркандская область, Узбекская ССР. Герой Социалистического Труда (1973). Депутат Верховного Совета Узбекской ССР 10-го созыва.

## Биография
Родился в 1926 году в крестьянской семье в одном из сельских населённых пунктов Нарпайского района. Окончил местную начальную школу. С четырнадцатилетнего возраста трудился чабаном в местном колхозе. В 1957 году назначен старшим чабаном каракулеводческого совхоза «Карнаб» (позднее — одноимённый госплемзавод) Нарпайского района с центральной усадьбой в селе Карнаб.
На протяжении полтора десятилетия бригада Раззака Джангирова показывала высокие результаты в овцеводстве, ежегодно перевыполняя производственный план по выращиванию молодняка и сдаче государству каракулевых смушек. Неоднократно занимала передовые позиции в социалистическом соревновании среди овцеводов Нарпайского района. Был наставником молодых овцеводов, передавал свой опыт по уходу за овцами куракульской породы. За выдающиеся трудовые результаты по итогам Восьмой пятилетки (1966—1970) был награждён Орденом Ленина.
По итогам трудовой деятельности в 1973 году бригада Раззака Джангирова досрочно за три года выполнила коллективное социалистическое обязательство Девятой пятилетки (1971—1975) по овцеводству. Указом Президиума Верховного Совета СССР от 6 сентября 1973 года удостоен звания Героя Социалистического Труда за «большие успехи, достигнутые во Всесоюзном социалистическом соревновании, и проявленную трудовую доблесть в выполнении принятых социалистических обязательств по увеличению производства и заготовок продуктов животноводства в зимний период 1972—1973 годов» с вручением ордена Ленина и золотой медали «Серп и Молот» (№ 18303).
Избирался депутатом Верховного Совета Узбекской ССР 10-го созыва (1981—1985).
Проживал в Нарпацском районе. Дальнейшая судьба не известна.
Награды
- Герой Социалистического Труда
- Орден Ленина — дважды (08.04.1971; 1973)
- Орден «Знак Почёта» (01.03.1965)